# Kaspisk säl
Kaspisk säl (Pusa caspica tidigare Phoca caspica) är en art i familjen öronlösa sälar som lever i Kaspiska havet.

## Utseende
Den adulta hanen är vanligtvis ungefär 135 centimeter lång och honan 120 centimeter. Vikten uppgår till 86 kg. Pälsen är mörkgrå eller ljusgrå med gula inslag. Dessutom har hanen mörka fläckar medan honan har ljusare. Kuten föds med ullig vit päls (lanugo) som försvinner efter ungefär tre veckor.

## Utbredning
Kaspisk säl är endemisk för Kaspiska havet, världens största insjö som ligger på gränsen mellan Asien och Europa. På vintern förekommer arten i de norra delarna av Kaspiska havet och på sommaren i de södra delarna. Den norra delen är under vintern täckt med isflak där individerna kan vila på och där ungarna föds. Även pälsbytet sker innan isen smälter. De sydliga delarna som uppsöks under sommaren är djupare och därmed kyligare.

## Ekologi
Honan är dräktig i elva månader och föder i januari eller februari en kut. Kuten dias i ungefär en månad och därefter parar sig honan igen. Kaspisk säl blir könsmogen efter 4 till 7 år och den blir vanligen omkring 35 år, med det förekommer individer som uppnått en ålder av 50 års. Den lever av småfisk och kräftdjur. Kuten är vid födelsen 64 till 79 cm lång och väger ungefär 5 kg. Den nyfödda kutens päls består av långa vita hår som byts ut efter cirka tre veckor.

## Status och hot
Det ursprungliga beståndet av kaspisk säl, före den kommersiella jakten, uppskattas ha varit över en miljon individer men uppgiften är mycket osäker. Under 1800-talet slaktades mellan 120 000 och 170 000 sälar per år och kvoten var ungefär samma i början av 1900-talet med vissa toppnoteringsår med upp till 225 000 dödade djur. För att skydda sälen inskränkte Sovjetunionen jakten och endast 40 000 till 108 000 individer om året fick dödas enligt lagen. Efter Sovjetunionens upplösning minskades kvoten till omkring 3 500 sälar per år. Utöver jakt har beståndet även minskat på grund av gifter i havet. Liksom hos knubbsälen drabbas populationen vissa år av en virussjukdom. Flera sälar dör när de hamnar i fiskenät. Den senaste uppskattningen är från 1980-talet och då beräknades populationen bestå av omkring 150 000 individer. Sedan dess minskar populationen med cirka 4 procent per år. IUCN kategoriserar arten som starkt hotad (EN).